# In Sorte Diaboli
In Sorte Diaboli (en castellano: «En contacto directo con Satanás») es el octavo álbum de estudio de la banda noruega de black metal sinfónico Dimmu Borgir, lanzado a través de la compañía discográfica Nuclear Blast. Grabado en los estudios Fredman, Suecia, y publicado el 27 de abril de 2007 bajo la producción de Fredrik Nordström y Patrik J. Sten. Salió al mercado en diferentes formatos: una edición digipack de edición limitada que incluye folleto, un DVD con video musical y reportajes de la grabación, un espejo, una canción extra «The Ancestral Fever», que en total suman diez pistas musicales, una versión ultra exclusiva de CD, con libro de cuero impreso en papel especial que incluye dos canciones extra, DVD, espejo y postales, del cual se distribuyeron 2000 copias publicadas, y la edición original en CD. Toda la temática del álbum se desarrolló en Europa, durante la Edad Media, por lo que fue el primer trabajo conceptual del grupo.
Según los reportes de Nielsen SoundScan, en Estados Unidos se vendieron 75 000 unidades y debutó exitosamente en la segunda posición del Top Independent Albums de Billboard. Lideró la lista de ventas de Noruega, donde alcanzó las 15 000 unidades y obtuvo un disco de oro por la Federación Internacional de la Industria Fonográfica, convirtiéndose de esta manera, en la primera banda de black metal en alcanzar dicha cifra en el país noruego. El álbum fue galardonado con el premio Alarmprisen, en la categoría de mejor álbum de metal y el sencillo «The Serpentine Offering» ganó dos premios en la categoría de mejor vídeo musical, uno en los premios Spellemannprisen y el otro en Metal Hammer Golden Gods, este último entregado por la revista británica Metal Hammer.
De forma general, la crítica valoró el trabajo realizado por el grupo noruego. Thom Jurek de Allmusic dijo: «son implacablemente brutales y armónicos a la vez», mientras que Chad Bowar, editor de About.com alabó el trabajo de Jan Axel Blomberg «Hellhammer» en la batería: «su poderoso estilo es ideal para Dimmu Borgir», mientras que las voces de Shagrath son «una combinación de escofinas guturales». Según Bowar, In Sorte Diaboli fue una producción llena de contenidos líricos, un álbum valorable con un sello magistral que no decepcionó a pesar de su trama conceptual. Channing Freeman, miembro personal del portal Sputnikmusic realizó críticas negativas en contra de Sagrhath: «es uno de los peores cantantes que he escuchado, solo grita y hace gruñidos  (...) suena aburrido y monótono, sin ningún poder en su voz». También dijo que la temática del álbum quizá no fue la más acertada al cuestionar la actitud y los hábitos cristianos de un sacerdote.
A finales del mes de abril de 2007, el grupo europeo realizó una gira por varios países europeos y algunas ciudades de los Estados Unidos. Culminaron en mayo de 2008, donde ofrecieron otros cuatro conciertos en Chicago, Cincinnati, Atlanta y San Petersburgo (Florida). También se presentaron en el Wacken Open Air, uno de los festivales más grandes de heavy metal del mundo, donde interpretaron catorce canciones y compartieron escenario junto a otras bandas importantes como Stratovarius, Immortal y Cannibal Corpse, entre otras.

## Grabación y producción

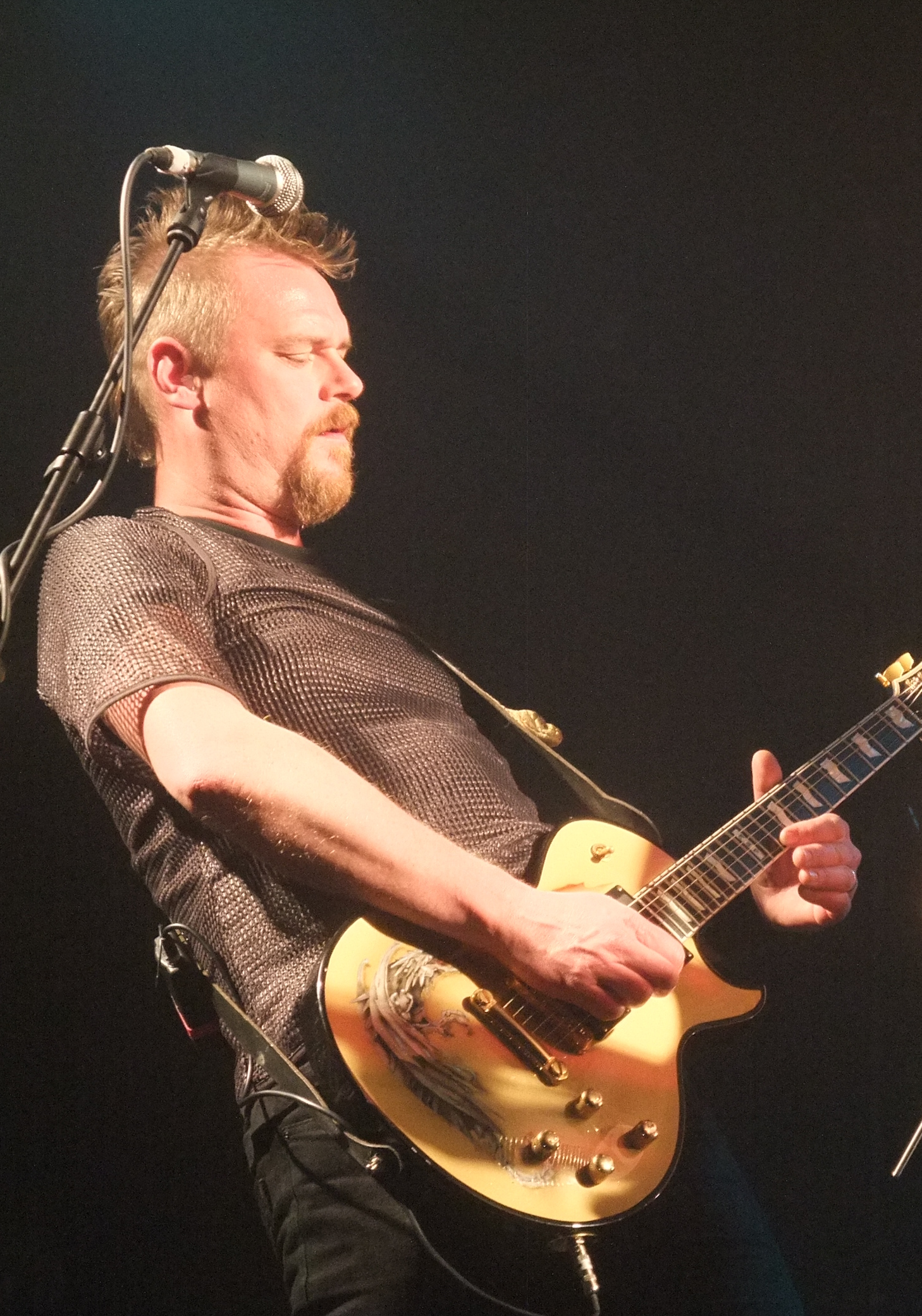
Fredrik Nordström productor de In sorte Diaboli.

In Sorte Diaboli fue grabado en los estudios Fredman, en Suecia, junto a los productores Patrik J. Sten y Fredrik Nordström, quien trabajó anteriormente en otras producciones. La banda decidió nuevamente emprender los trabajos con Nordström, debido a su experiencia como productor y músico, también porque conocía en detalle al grupo. Antes de empezar los trabajos con los productores Dimmu Borgir contaba con material inédito, fruto de cinco semanas de exhaustiva labor, en los estudios de grabación. Fredman se encontraba a unas cinco horas del lugar donde vivía la agrupación, una distancia relativamente acorde para ellos porque de esta manera tenían la posibilidad de trasladarse a su residencia y descansar durante varios días. La mayor parte de los trabajos dentro del estudio se efectuaron a las 8:00 a. m. según Silenoz, y se realizaban de forma alterna; cada miembro de la banda entraba y grababa los registros, luego procedía otro integrante hasta culminar con las sesiones. El grupo dijo que uno de los motivos por el cual no se trabajó conjuntamente fue por el escaso espacio que presentaba el estudio, también afirmaron que no era un aspecto determinante, por lo que decidieron no darle mucha importancia. Otro de los aspectos importantes dentro del proceso de grabación estuvo relacionado con la incorporación de una orquesta sinfónica, cuyo aporte se basó en la mejora de algunos aspectos propios de la obra musical y otros relacionados con la tesitura. En el pasado, la orquesta trabajó en el sexto álbum del grupo noruego, Death Cult Armageddon (2003). Nuclear Blast, como sello discográfico y promotor, destinó un dinero a la inclusión de la orquesta y otra a varios detalles técnicos. Sin embargo, los integrantes de la banda afirmaron que el costo de producción de In Sorte Diaboli fue relativamente alto y que algunos aspectos técnicos fueron costeados por ellos.
Una particularidad que resaltó Dimmu Borgir en la producción estuvo relacionada con el diseño de carátula. La banda dijo que todo el proceso artístico relacionado con la portada fue costoso y complejo. La portada original del álbum muestra la imagen de Baphomet (obra del célebre ocultista francés Eliphas Lévi) con el pecho descubierto, esto ocasionó algunas censuras en el mercado. Antes de terminar la producción, In Sorte Diaboli comenzó a circular por distintas páginas web sin permiso. La discográfica de la banda hizo responsable en una nota de prensa del 15 de marzo al italiano Luca Pessina, editor de artículos musicales para la revista MetalItalia y Metal Hammer. Ante esta situación, Nuclear Blast emprendió procedimientos legales con el periodista. Finalmente y después de las pertinentes investigaciones, Pessina quedó libre de todos los cargos. El lanzamiento de In Sorte Diaboli se dio el 27 de abril de 2007, en Gotemburgo, Suecia, y vendió más de 36 000 unidades en Estados Unidos, solo siete semanas después de su lanzamiento.

## Concepto y estilo musical

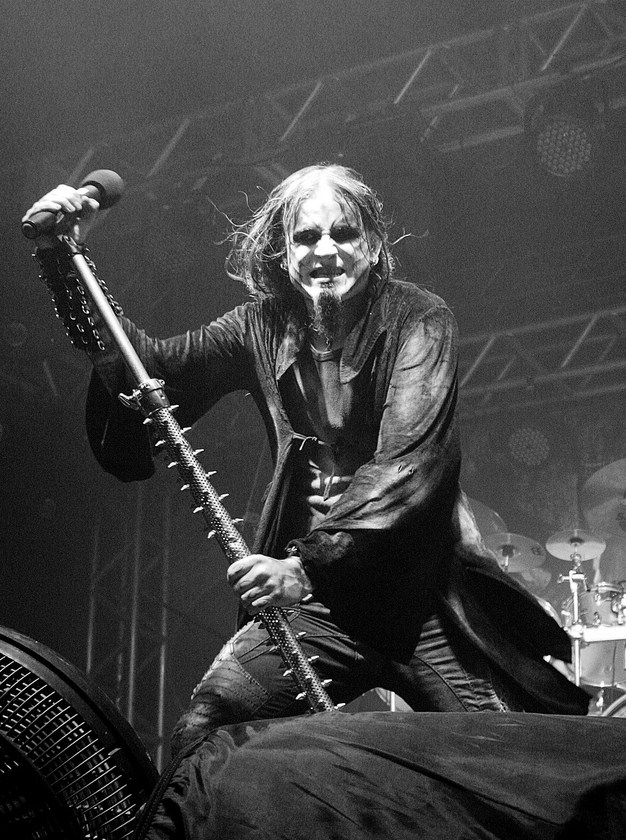
La voz gutural es una de las principales características de Shagrath.

In Sorte Diaboli es el primer trabajo conceptual del grupo noruego, con una historia desarrollada en Europa, durante la Edad Media. Básicamente, la historia trata sobre la vida de un sacerdote que tras dudar de su fe, cambia sus hábitos y creencias religiosas por el lado oscuro y tenebroso que representa el mal. El video de la canción «The Serpentine Offering» ilustra gran parte del contenido temático, en las imágenes de la cinta se aprecia una lucha entre una cruzada cristiana y un pueblo indefenso que posteriormente es sometido a varias agresiones. Al presenciar estos hechos, uno de los sacerdotes decide abandonar sus creencias religiosas para combatir en contra de la cruzada; en la parte final del video se muestra como el pueblo se revela y finalmente vence. Mientras que «The Sacrilegious Scorn» describe como el imperio del mal se establece de forma exitosa. Una de las imágenes del video presenta una sátira sobre La Última Cena, luego el anticristo (representado por una mujer) se revela ante sus principales seguidores y les bendice. Es el segundo video que complementa el concepto del álbum, debido a que solo contiene dos cortometrajes.
El estilo musical de Dimmu Borgir abarca diversos tipos de géneros como el metal extremo, heavy metal y death metal, pero el black metal sinfónico representa la esencia musical del grupo. In Sorte Diaboli integra y coordina sonidos extremos y armónicos, seguidos de rápidos e intensos riffs mezclados con voces guturales. Algunas de las pistas del álbum incorporan blast beat (un tipo de ritmo especial utilizado en la batería), como en las canciones «The Conspiracy Unfolds» y «The Sacrilegious Scorn», esta última considerada una de las más importantes según Thom Jurek de Allmusic. Otro punto considerable y de gran valor en la producción es la inclusión de la ópera; Mike McGonigal, analista especial del portal web Amazon.com dijo: «Desde las voces operísticas en alza, y el acompañamiento en directo a la cadena de riffs y tambores, In Sorte Diaboli es la música perfecta para molestar a los padres y satisfacer a los fans». Además de la incorporación de tambores y riffs también se muestran algunos interludios de piano y otros sonidos propios de la sinfonía, por lo que el álbum continúa el estilo lírico establecido en Death Cult Armageddon (2003). Por otra parte, la letra de las canciones se compone principalmente de mensajes blasfemos y oscuros, una de las características de la banda. Channing Freeman de Sputnikmusic atestiguó: «las letras en el folleto se imprimen al revés, al más puro estilo satánico», mientras que Scott Alisoglu de Blabbermouth.net dijo que «es un álbum infernal cargado de un montón de acción», y la revista electrónica Metal Storm aseguró que parte de la temática presenta un «lado oscuro».

## Gira

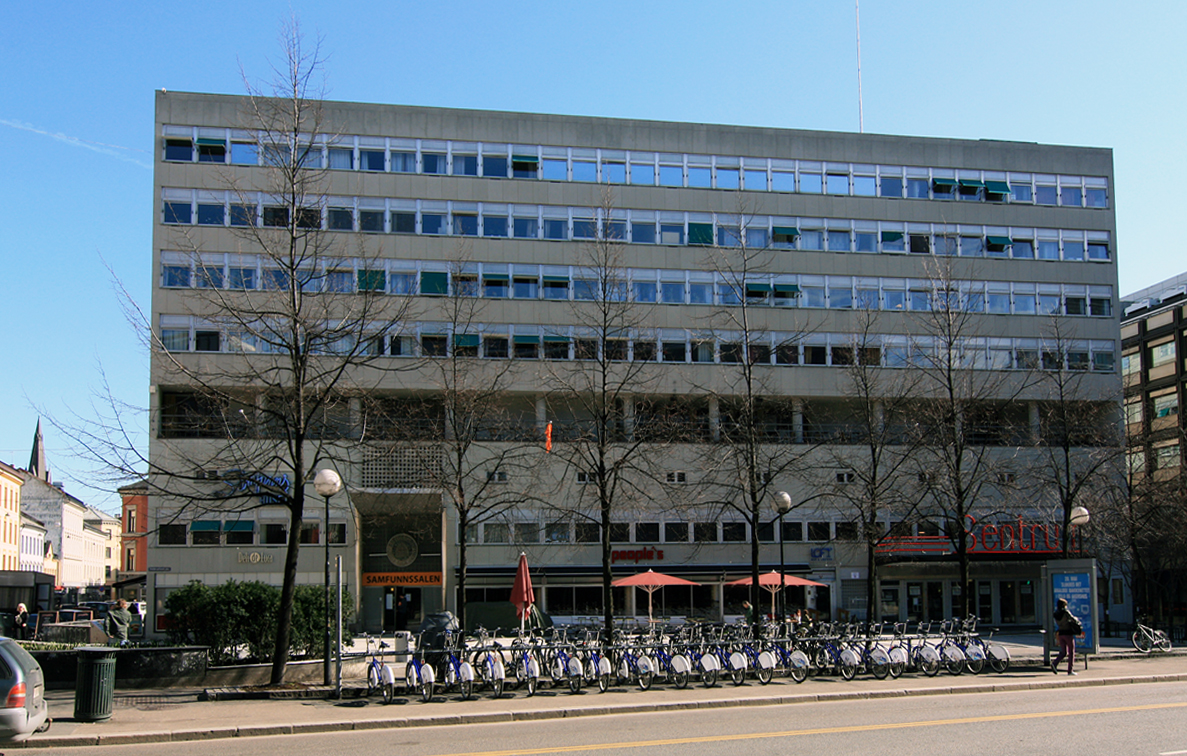
El centro comunitario de Oslo hizo parte de la gira de conciertos de «Invaluable Darkness Tour 2007».

Antes del lanzamiento del disco, la agrupación noruega decidió realizar un concierto como parte de la promoción del nuevo álbum a finales del mes de abril de 2007. El teatro Best Buy Theater (antes conocido por el nombre de «Nokia Theater»), fue el escenario principal para mostrar el trabajo de In Sorte Diaboli. Eric Hanson del portal web About.com dijo que el concierto realizado estuvo a la altura, un espectáculo con todo tipo de luces y símbolos. Sin embargo, Hanson también aseguró que el festival fue una «experiencia que no cumplió con todas las expectativas», a pesar del ambiente siniestro y el juego de luces y pinturas mostradas por la banda.
Ante el inminente lanzamiento de su octavo álbum de estudio, la banda emprendió una gira europea en 2007 llamada Invaluable Darkness Tour. El grupo realizó actuaciones en varios países europeos. Para estos eventos, el batería Jan Axel Blomberg, conocido en el medio artístico como Hellhammer fue reemplazado por el puertorriqueño Tony Laureano debido a que sufrió un incidente en uno de sus brazos, mientras que Laureano trabajó anteriormente con la banda noruega en el festival Ozzfest de 2004. Algunos de los conciertos fueron programados para el mes de junio, en Noruega y Bélgica. El 2 de agosto del miso año, la banda se presentó en el Wacken Open Air, uno de los festivales más grandes de heavy metal del mundo, donde interpretaron catorce canciones y compartieron escenario junto a otras bandas importantes como Stratovarius, Immortal y Cannibal Corpse, entre otras.
Como parte de la gira musical Dimmu Borgir ofreció una pequeña actuación en el estudio NRK P3 (un estudio de radio y televisión operado por la compañía Norsk Rikskringkasting), evento realizado el 18 de septiembre con la presencia de un número reducido de seguidores (menos de cien). El festival se transmitió vía web. El 28 de septiembre cantaron en el Reino Unido, mientras que el 21 de octubre lo hicieron en el Columbiahalle, Berlín donde cantaron cuatro canciones. El 6 de noviembre de 2007, el centro comunitario de Oslo fue testigo de un concierto ofrecido por el conjunto. Interpretaron once pistas musicales, entre ellas algunas canciones conocidas como «Progenies of the Great Apocalypse» (sencillo del álbum Death Cult Armageddon), «The Serpentine Offering» y «The Sacrilegious Scorn», entre otras. La banda también programó una serie de conciertos en América del Norte, siendo Keep of Kalessin y Behemoth dos de las bandas invitadas a la gira. Adam Darski, miembro y líder del grupo Behemoth comentó sus expectativas sobre los conciertos programados con Dimmu Borgir: «Siempre hemos sido grandes seguidores de Dimmu, además he conocido a los miembros desde principios de los años 1990, y desde entonces seguimos con la amistad». También dijo que los festivales estarían a la altura y se exhibirían «algunas sorpresas» en los escenarios. Se ofrecieron veintidós conciertos en el mes de abril, en distintas localidades: Toronto, Montreal, Filadelfia, San Francisco, Washington D. C. y Denver fueron algunos de los lugares donde tocaron. Culminaron en mayo de 2008, donde ofrecieron otros cuatro conciertos en Chicago, Cincinnati, Atlanta y San Petersburgo (Florida).

### Lanzamientos
Una vez concluida las giras, la banda decidió lanzar al mercado un material videográfico con todos los conciertos y los documentales sobre la gira Invaluable Darkness Tour 2007. Una de las ediciones en formato DVD incluye material grabado del concierto en Oslo, Reino Unido y Berlín, otro material contiene videos y fotos, y una versión en CD incluye las canciones interpretadas en el estudio NRK. Esta edición fue lanzada en una caja de madera y se publicaron exactamente 1000 unidades a nivel mundial. Según la compañía discográfica Nuclear Blast, la banda decidió lanzar al mercado un material aún más completo en formato DVD de 286 minutos de duración (poco más de cuatro horas). El material incluye las giras Invaluable Darkness Tour 2007 y Wacken Open Air 2007, así como de una gran cantidad de canciones e imágenes. El material también contiene un CD extra de la actuación realizada en el estudio NRK P3, en Noruega.

## Crítica
In Sorte Diaboli obtuvo el reconocimiento de la crítica, aunque también se valoró negativamente en varios aspectos. Thom Jurek, crítico especializado del portal web Allmusic, declaró en su análisis del álbum que los miembros de la banda «son implacablemente brutales y armónicos a la vez, las canciones se funden y se mezclan entre sí, convirtiéndose en una pesadilla de paisajes oníricos». También dijo que uno de los puntos más favorables en la producción es la de combinación de sonidos extremos, industriales y melódicos, algo que les ha servido para crecer musicalmente. «Lástima que todo se diluye cuando se trata del concepto», fue una declaración de Jurek sobre la temática, un punto negativo según su perspectiva. El crítico de Sputnikmusic, Channing Freeman, destacó los efectos visuales del cortometraje «The Serpentine Offering», luego de reconocer la lucha medieval desatada entre la cruzada y el pueblo, y otros aspectos como la ambientación y el vestuario. Para Freeman, la intervención del vocalista Shagrath le generó cierto tipo de dudas: «suena monótono y aburrido», y que «fácilmente es uno de los peores cantantes que he escuchado». Es poco «interesante y aburrido». Chad Bowar, del portal web About.com, analizó que luego de pasar varios años sin lanzar un material discográfico, In Sorte Diaboli «no defraudó» y que fue uno de sus más grandes esfuerzos. Alabó el trabajo de Jan Axel Blomberg «Hellhammer» en la batería: «su poderoso estilo es ideal para Dimmu Borgir», mientras que las voces de Shagrath son «una combinación de escofinas guturales». Según Bowar, In Sorte Diaboli ofreció gran cantidad de sonidos y contenidos líricos, un trabajo valorable que no decepcionó a pesar de su trama conceptual. Scott Alisoglu de Blabbermouth.net concedió al disco una puntuación casi perfecta de 9,5 y puntualizó que los seguidores y fanáticos más experimentados deberían reconocer «la grandeza de la construcción y la consistencia de la calidad» en cuanto al material. No es que sea la mejor producción musical del grupo, pero es que In Sorte Diaboli «es cualquier cosa menos una decepción». La producción discográfica se compone de nueve pistas musicales, y la mayoría sobrepasa los cinco minutos de duración por lo que Alisoglu concluyó que «las composiciones [de las pistas] están construidas para durar», mientras que los elementos sinfónicos siguen vigentes. Por último, Alisoglu valoró el empeño y la dedicación por sacar adelante un nuevo proyecto, luego de pasar varios años de ausencia e incluyó el disco en la lista de los diez mejores álbumes de 2007. Contrario a lo que muchos críticos piensan sobre las bandas del género black metal, el grupo noruego ha sabido mantenerse y sobreponerse a todo tipo de comentarios. El crítico de PopMatters, Adrien Begrand, aseguró que la banda no solo ha logrado cierto tipo de reconocimiento en Estados Unidos, sino que también ha «mostrado un crecimiento musical». Algo considerablemente difícil debido al género musical que interpretan. Según Begrand, el álbum es netamente conceptual y piensa que existe una estrecha «continuidad entre canción y canción», además de precisar que «la mayoría de las canciones son concisas». También dijo que las letras son un «auténtico bacanal para los oídos» y aunque no es una obra magistral, se le puede definir como uno de los «placeres más extravagantes del año».
Otros críticos avalaron la autenticidad y la producción en general. Stein Østbø del periódico noruego Verdens Gang dijo: «Magistral! la ópera magnífica del black metal y una obra maestra del satanismo conceptual». El álbum fue un proyecto «ambicioso y completado por el grupo noruego». Ty A, director de contenidos de portal web Metal Underground, también acreditó la producción: «Dimmu Borgir ha creado su mayor logro manteniendo su propio sello». El sencillo promocional «The Serpentine Offering» supuso la trama conceptual y lírica del material discográfico, según Ultimate Guitar la «introducción orquestal de la canción concede una idea del álbum». Coincidiendo con la crítica en general, el mismo portal ofreció una idea concisa sobre los puntos fuertes: «el disco contiene una gran intensidad y la mayor parte va desde la letra hasta la voz». La producción discográfica también fue motivo de críticas negativas por lo que E. Thomas del portal Teeth of the Divine afirmó «previsible y poco imaginativo» la composición musical.

### Recepción
Aunque In Sorte Diaboli no fue un éxito a nivel mundial, logró superar a los trabajos anteriores en ventas y registros. En 2005, la agrupación decidió grabar nuevamente el CD Stormblåst MMV, pero fue realmente hasta 2007 donde volvieron a los trabajos después de permanecer durante un período de cuatro años sin lanzar oficialmente un álbum de estudio. Durante dos semanas In Sorte Diaboli se mantuvo en la lista de ventas de Billboard 200, donde debutó en la posición cuarenta y tres, logro que supuso una mejora con respecto a su anterior material Death Cult Armageddon (2003), que se situó en el ciento setenta. Desde el lanzamiento del CD en el mes de abril de 2007 se vendieron más de cincuenta mil copias en Estados Unidos, según los registros estadísticos de Nielsen SoundScan. El último material discográfico de Dimmu Borgir recibió la certificación de oro por parte de la Federación Internacional de la Industria Fonográfica (IFPI) gracias a las quince mil unidades vendidas en territorio noruego. El esfuerzo y la dedicación le valieron este reconocimiento poco alcanzable para otras bandas de black metal, por lo que se considera la primera banda de género «black» en registrar la mayor cantidad de ventas desde un lanzamiento. Mientras que en Estados Unidos se vendieron poco más de 75 000 copias, según los datos oficiales de Nielsen SoundScan.
En ese mismo año, In Sorte Diaboli se mantuvo en lo más alto de lista noruega de ventas, y de esta manera se convirtió en el primer y único disco de su carrera en alcanzar la máxima posición en una lista europea. También entró en el top 10 de la lista finlandesa de ventas, en la alemana y en la sueca. Mientras que en Austria se ubicaría en la undécima posición. Debido al éxito cosechado en Noruega, la banda le fue otorgada una nominación a los premios Spellemannprisen en la categoría de mejor álbum de metal, nominación que finalmente perdió por Ordo Ad Chao de Mayhem. Mientras que el sencillo «The Serpentine Offering» resultaría vencedor en la categoría de mejor video musical. También obtuvo un premio al mejor álbum de metal, logro  concedido en la ceremonia de gala de los premios Alarmprisen, luego de una dura competencia junto a otras cuatro bandas. Probablemente uno de sus mayores logros en esta producción fue el reconocimiento como mejor álbum de 2007 por el sitio web IGN, distinción que reconoció a In Sorte Diaboli como la mejor producción musical del año. Finalmente, en 2008 la banda terminaría alzándose con el premio Metal Hammer Golden Gods, por el sencillo «The Serpentine Offering» al mejor vídeo musical.

## Lista de canciones
| In Sorte Diaboli |                              |         |          |  |
| N.º              | Título                       | Música  | Duración |  |
| 1.               | «The Serpentine Offering»    | Silenoz | 5:09     |  |
| 2.               | «The Chosen Legacy»          | Silenoz | 4:16     |  |
| 3.               | «The Conspiracy Unfolds»     | Silenoz | 5:24     |  |
| 4.               | «The Sacrilegious Scorn»     | Silenoz | 3:58     |  |
| 5.               | «The Fallen Arises»          | Silenoz | 2:59     |  |
| 6.               | «The Sinister Awakening»     | Silenoz | 5:09     |  |
| 7.               | «The Fundamental Alienation» | Silenoz | 5:17     |  |
| 8.               | «The Invaluable Darkness»    | Silenoz | 4:44     |  |
| 9.               | «The Foreshadowing Furnace»  | Silenoz | 5:50     |  |
| 40:86            |                              |         |          |  |

| Bonus Track |                                         |         |          |  |
| N.º         | Título                                  | Música  | Duración |  |
| 10.         | «Black Metal (Edición japonesa)»        | Silenoz | 3:22     |  |
| 11.         | «The Heretic Hammer»                    | Silenoz | 4:48     |  |
| 12.         | «The Ancestral Fever (Edición europea)» | Silenoz | 5:51     |  |
| 13.         | «The Serpentine Offering»               | Silenoz | 5:17     |  |
| 18:38       |                                         |         |          |  |

## Posicionamiento en listas
| Año  | Trabajo          | Posicionamiento en listas | Posicionamiento en listas | Posicionamiento en listas | Posicionamiento en listas | Posicionamiento en listas   | Posicionamiento en listas | Posicionamiento en listas | Posicionamiento en listas | Posicionamiento en listas | Posicionamiento en listas | Posicionamiento en listas |
| ---- | ---------------- | ------------------------- | ------------------------- | ------------------------- | ------------------------- | --------------------------- | ------------------------- | ------------------------- | ------------------------- | ------------------------- | ------------------------- | ------------------------- |
| Año  | Trabajo          | Bandera de Estados Unidos | Bandera de Suiza          | Bandera de Austria        | Bandera de Francia        | Bandera de los Países Bajos | Bandera de Bélgica        | Bandera de Suecia         | Bandera de Finlandia      | Bandera de Noruega        | Bandera de Alemania       | Bandera de Hungría        |
| 2007 | In Sorte Diaboli | 43                        | 30                        | 11                        | 34                        | 37                          | 47                        | 10                        | 6                         | 1                         | 7                         | 26                        |

## Certificación
| Organismo    | Certificación | Ventas   |
| ------------ | ------------- | -------- |
| IFPI Noruega | Oro           | + 15 000 |

## Créditos
Dimmu Borgir
- Shagrath – voz líder
- Silenoz – rhythm guitarra, concepto
- Galder –  guitarra líder
- Mustis – sintetizadores
- I.C.S. Vortex – bajo, voz limpia en los temas 1, 5 y 10
- Hellhammer – batería

Personal Técnico
| Nombre            | Colaboración            |
| ----------------- | ----------------------- |
| Dimmu Borgir      | Productor               |
| Patrik J. Sten    | Productor               |
| Fredrik Nordström | Productor de grabación  |
| Joachim Luetke    | Concepto de la cubierta |
| Patric Ullaeus    | Fotografía              |